# Pinakol
Pinakol (systematický název 2,3-dimethylbutan-2,3-diol) je organická sloučenina, diol s hydroxylovými skupinami navázanými na vicinálních atomech uhlíku.

## Příprava
Pinakol lze připravit pinakolovou reakcí z acetonu:

## Reakce
Jako vicinální diol se pinakol může pinakolovým přesmykem přeměnit na pinakolon, toho lze dosáhnout například zahříváním s kyselinou sírovou:
Pinakol lze ve spojení s boranem a chloridem boritým použít na přípravu syntetických meziproduktů, jako jsou pinakolboran bis(pinakoláto)dibor a pinakolchlorboran.